# Sầm Sơn (thành phố)
Sầm Sơn là một thành phố ven biển cũ thuộc tỉnh Thanh Hóa, Việt Nam.

## Địa lý
Thành phố Sầm Sơn cách trung tâm thành phố Thanh Hóa 16 km về phía đông, cách Thủ đô Hà Nội 176 km về phía đông nam, có vị trí địa lý:
- Phía bắc giáp huyện Hoằng Hóa với sông Mã là ranh giới tự nhiên
- Phía đông giáp vịnh Bắc Bộ
- Phía đông nam giáp huyện Quảng Xương
- Phía tây giáp thành phố Thanh Hóa.

Thành phố Sầm Sơn có diện tích tự nhiên 44,94 km², là thành phố có diện tích nhỏ nhất cả nước, dân số năm 2022 là 129.801 người, mật độ dân số đạt 2.888 người/km². Dân cư Sầm Sơn chủ yếu là người Kinh.
Sầm Sơn nằm trên vùng đồng bằng phù sa, độ cao dưới 50 mét.
Khoảng cách từ bãi biển Sầm Sơn tới các điểm du lịch biển lân cận khác như sau:
- Đảo Nẹ: 22 km
- Bãi biển Hải Tiến: 12 km
- Bãi biển Tiên Trang: 14 km
- Bãi biển Hải Hòa: 34 km.
- Đảo Cồn Nổi: 21 km
- Bãi biển Thịnh Long: 44 km.

## Lịch sử
Trước thế kỷ 20, Sầm Sơn chưa xuất hiện trên bản đồ địa lý Việt Nam, vùng đất này thuộc huyện Quảng Xương và chỉ có dãy núi Gầm án ngữ phía nam vùng đất mà ngư dân đi biển quen gọi là Mũi Gầm, sau dần dần đổi thành núi Sầm (Sầm Sơn), địa danh này cũng còn được gọi là núi Trường Lệ (làng chân núi này cũng gọi là Làng Núi hay làng Trường Lệ). Từ năm 1907, người Pháp đã nhận thấy và bắt đầu khai thác giá trị du lịch của bãi biển Sầm Sơn để xây dựng thành nơi nghỉ mát phục vụ người Pháp và vua quan triều Nguyễn. Đây là thời điểm đánh dấu sự ra đời của du lịch Sầm Sơn.
Sau chiến thắng lịch sử Điện Biên Phủ (ngày 7 tháng 5 năm 1954), cảng Lạch Hới xã Quảng Tiến (nay là phường Quảng Tiến), Sầm Sơn được giao nhiệm vụ là điểm tập kết đón người dân, cán bộ, chiến sĩ và học sinh miền Nam tập kết ra Bắc (ngoài ra còn tập kết ở Cửa Hội, Nghệ An). Ngày 28 tháng 10 năm 2014, tại phường Quảng Tiến, thị xã Sầm Sơn, tỉnh Thanh Hóa đã tổ chức lễ kỷ niệm 60 năm sự kiện này.
Trước Cách mạng tháng Tám năm 1945, vùng đất Sầm Sơn thuộc tổng Giặc Thượng, sau đổi là Kính Thượng, rồi Cung Thượng, tổng này gồm các xã:
- Xã Lương Niệm có 4 thôn là: Sầm Thôn (tên nôm là làng Núi), Lương Trung (làng Giữa), Cá Lập (làng Trấp), Hải Thôn (làng Hới).
- Xã Triều Thanh Lộc có 3 thôn là: Triều Dương (làng Triều), Thanh Khê (làng Vạn), Lộc Trung (làng Trung).
- Xã Bình Tân (còn gọi là Hải Lộc) có một thôn là Bình Tân (làng Bến).

Sau Cách mạng tháng Tám, vùng đất Sầm Sơn được đặt tên mới là xã Lương Niệm, thuộc huyện Quảng Xương, tỉnh Thanh Hóa.
Tháng 6 năm 1946, xã Lương Niệm được chia làm 2 xã: Sầm Sơn và Bắc Sơn. Xã Sầm Sơn gồm làng Núi (Sầm Thôn) và làng Giữa (Lương Trung); xã Bắc Sơn gồm làng Trấp, làng Hới, làng Trung, làng Triều, làng Vạn, làng Bến. Tháng 11 năm 1947, sáp nhập 2 xã Sầm Sơn và Bắc Sơn thành xã Quảng Tiến thuộc huyện Quảng Xương. Tháng 6 năm 1954, xã Quảng Tiến được chia thành 4 xã: Quảng Tiến, Quảng Cư, Quảng Tường và Quảng Sơn. Ngày 19 tháng 4 năm 1963, Hội đồng Chính phủ Việt Nam Dân chủ Cộng hòa ra Quyết định số 50/CP thành lập thị trấn Sầm Sơn bao gồm khu nghỉ mát Sầm Sơn và xã Quảng Sơn.
Thị xã Sầm Sơn chính thức được thành lập ngày 18 tháng 12 năm 1981 theo Quyết định số 157-HĐBT trên cơ sở tách thị trấn Sầm Sơn và 3 xã Quảng Tường, Quảng Cư, Quảng Tiến và xóm Vinh Sơn (xã Quảng Vinh) thuộc huyện Quảng Xương. Ngày 29 tháng 9 năm 1983, thành lập 2 phường: Bắc Sơn và Trường Sơn trên cơ sở giải thể thị trấn Sầm Sơn. Ngày 6 tháng 12 năm 1995, chuyển xã Quảng Tường thành phường Trung Sơn. Ngày 8 tháng 12 năm 2009, chuyển xã Quảng Tiến thành phường Quảng Tiến. Từ đó, thị xã Sầm Sơn có 4 phường và 1 xã.
Ngày 23 tháng 4 năm 2012, Bộ trưởng Bộ Xây dựng đã ban hành Quyết định số 378/QĐ-BXD công nhận thị xã Sầm Sơn là đô thị loại III trực thuộc tỉnh Thanh Hóa. Ngày 15 tháng 5 năm 2015, Ủy ban Thường vụ Quốc hội ban hành Nghị quyết số 935/NQ-UBTVQH13. Theo đó, mở rộng địa giới hành chính thị xã Sầm Sơn trên cơ sở sáp nhập 6 xã: Quảng Châu, Quảng Thọ, Quảng Vinh, Quảng Minh, Quảng Hùng, Quảng Đại thuộc huyện Quảng Xương. Thị xã Sầm Sơn có 4 phường và 7 xã.
Ngày 27 tháng 2 năm 2017, Bộ trưởng Bộ Xây dựng đã có Quyết định công nhận thị xã Sầm Sơn mở rộng là đô thị loại III. Ngày 19 tháng 4 năm 2017, Ủy ban Thường vụ Quốc hội ban hành Nghị quyết số 368/NQ-UBTVQH14. Theo đó thành lập 4 phường Quảng Châu, Quảng Cư, Quảng Thọ, Quảng Vinh trên cơ sở 4 xã có tên tương ứng, đồng thời thành lập thành phố Sầm Sơn trên cơ sở toàn bộ 44,94 km² diện tích tự nhiên và 150.902 người của thị xã Sầm Sơn. Sau khi thành lập, thành phố Sầm Sơn có 11 đơn vị hành chính cấp xã trực thuộc, gồm 8 phường và 3 xã.
Ngày 24 tháng 10 năm 2024, Ủy ban Thường vụ Quốc hội thông qua Nghị quyết số 1238/NQ-UBTVQH15 (có hiệu lực từ ngày 1 tháng 1 năm 2025); trong đó có việc thành lập xã Đại Hùng trên cơ sở sáp nhập 2 xã Quảng Đại và Quảng Hùng. Sau khi sắp xếp, thành phố Sầm Sơn có 8 phường và 2 xã như hiện nay.

## Hành chính
Thành phố Sầm Sơn có 10 đơn vị hành chính cấp xã trực thuộc, gồm 8 phường: Bắc Sơn, Quảng Châu, Quảng Cư, Quảng Thọ, Quảng Tiến, Quảng Vinh, Trung Sơn, Trường Sơn và 2 xã: Đại Hùng, Quảng Minh.
| Đơn vị hành chính                                               | Phường Bắc Sơn | Phường Quảng Châu | Phường Quảng Cư | Phường Quảng Thọ | Phường Quảng Tiến | Phường Quảng Vinh | Phường Trung Sơn | Phường Trường Sơn | Xã Đại Hùng | Xã Quảng Minh |
| --------------------------------------------------------------- | -------------- | ----------------- | --------------- | ---------------- | ----------------- | ----------------- | ---------------- | ----------------- | ----------- | ------------- |
| Diện tích (km²)                                                 | 1,73           | 8,00              | 6,43            | 4,69             | 3,00              | 4,74              | 2,33             | 4,11              | 6,05        | 3,87          |
| Dân số (người)                                                  | 10.118         | 10.389            | 13.924          | 10.188           | 21.136            | 11.564            | 16.927           | 15.651            | 14.295      | 5.609         |
| Mật độ dân số (người/km²)                                       | 5.849          | 1.299             | 2.165           | 2.172            | 7.045             | 2.440             | 7.265            | 3.808             | 2.363       | 1.449         |
| Hành chính                                                      | 6 tổ dân phố   | 8 tổ dân phố      | 10 tổ dân phố   | 7 tổ dân phố     | 11 tổ dân phố     | 9 khu phố         | 10 tổ dân phố    | 9 tổ dân phố      | 11 thôn     | 5 thôn        |
| Nguồn: Phương án số 25/PA-UBND, Nghị quyết số 1238/NQ-UBTVQH15. |                |                   |                 |                  |                   |                   |                  |                   |             |               |

## Du lịch

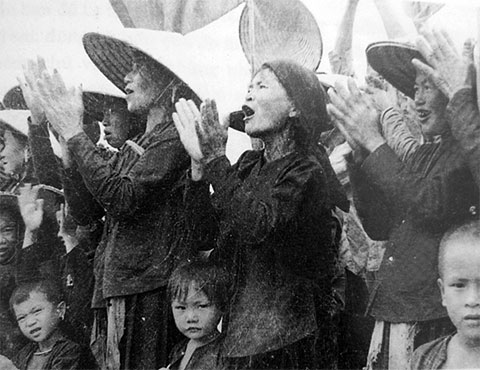
Các mẹ nồng nhiệt đón các con tập kết ra Bắc.

Trong những năm đầu của thế kỷ 20, Thành phố Sầm Sơn không những được quan chức người Pháp biết đến mà còn có vua quan nhà Nguyễn và khách du lịch biết đến như một nơi nghỉ dưỡng lý tưởng với những bãi cát trắng mịn dài hơn 10 km, sóng đánh mạnh. Đây là một vùng trời nước mênh mông, nhiều hải sản quý và đặc biệt có dãy núi Trường Lệ với các thắng tích như hòn Trống Mái, chùa Cô Tiên, đền Độc Cước, chùa Khải Nam, rừng thông,...

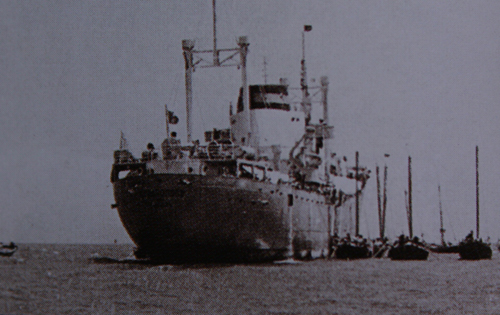
Con tàu Kilinski của Ba Lan chở cán bộ, bộ đội và thiếu nhi miền Nam tập kết ra Bắc. Do nước cạn nên không thể vào sâu trong cảng, bắt buộc các thuyền nhỏ phải áp sát mạn thuyền đưa người vào trong bờ.

Năm 1981, Sầm Sơn chỉ có gần 10 khách sạn, nhà nghỉ của các bộ, ngành. Cho đến năm 2022; Sầm Sơn có hơn 700 khách sạn, nhà nghỉ với hơn 20.000 phòng tiêu chuẩn.
Năm 2016; lượng khách du lịch đến Sầm Sơn tăng đột biến, đạt 4,1 triệu lượt khách, vượt 9,3% so kế hoạch cả năm, tăng 11% so với cùng kỳ, doanh thu đạt 2.855 tỷ đồng, vượt 17% kế hoạch, tăng 24% so vơi cùng kỳ. Kinh tế du lịch phát triển mạnh, góp phần đưa tốc độ phát triển kinh tế của thành phố tăng khá, đạt 17,3%, tăng 0,8% so kế hoạch.
Năm 2017, quần thể du lịch nghỉ dưỡng FLC được khánh thành đã thay đổi diện mạo của bãi biển Sầm Sơn. Dự án có quy mô 300ha với tổng mức đầu tư hơn 12.000 tỉ đồng gồm các khách sạn 5 sao, sân golf, khu nghỉ dưỡng, bể bơi nước mặn,...
Năm 2022, Phát biểu tại hội nghị, ông Lê Văn Tú - Chủ tịch UBND thành phố Sầm Sơn cho biết: Tính đến tháng 10 năm 2022, Sầm Sơn đón được 6.848.880 lượt khách, gấp 4,4 lần so với cùng kỳ năm 2021, bằng 195,7 % kế hoạch năm.
Hiện nay dự án Quảng trường Biển - Tổ hợp đô thị du lịch, sinh thái, nghỉ dưỡng, vui chơi giải trí cao cấp Sầm Sơn của tập đoàn Sungroup đã được khởi công xây dựng nhằm mục tiêu đưa Sầm Sơn trở thành trung tâm kinh tế động lực, đưa du lịch trở thành ngành kinh tế mũi nhọn và đầu tư kết cấu hạ tầng, đô thị, phát triển du lịch trở thành trụ cột tăng trưởng của tỉnh Thanh Hóa; đồng thời, tiếp tục hoàn thiện hệ thống kết cấu hạ tầng, nhất là hạ tầng du lịch, hạ tầng đô thị, tạo nền tảng vững chắc để sớm đưa thành phố Sầm Sơn trở thành đô thị du lịch trọng điểm của cả nước. Các sản phẩm của Sun Group sẽ góp phần thay đổi diện mạo ngành du lịch, giúp thu hút thêm dòng khách hạng sang, khách quốc tế đến với thành phố biển Sầm Sơn, kiến tạo một hệ sinh thái đẳng cấp bao gồm các dự án tầm cỡ để qua đó cải thiện môi trường đầu tư, tạo động lực thu hút thêm các Tập đoàn lớn trong và ngoài nước đến đầu tư kinh doanh, đóng góp cho quá trình phát triển kinh tế xã hội, tạo thêm nhiều công ăn việc làm với thu nhập ổn định, nâng cao chất lượng cuộc sống người dân Sầm Sơn nói riêng, Thanh Hóa nói chung.

## Địa điểm tham quan

### Khu di tích Núi Trường Lệ
Núi Trường Lệ, còn được gọi là Sầm Sơn hay Núi Sầm, là dãy núi thấp nằm ven biển phía nam thành phố Sầm Sơn. Dãy núi này hiện được bao phủ bởi một diện tích rừng đặc dụng, được đánh giá là có cảnh quan thiên nhiên đẹp và là khu vực đa dạng về sinh học. Núi Trường Lệ gồm có 16 ngọn trên diện tích 150 ha, trong đó đỉnh cao nhất là Hòn Kèo chỉ cao 84,7 m so với mực nước biển.
Năm 1962, khu vực Sầm Sơn gồm núi Trường Lệ, hòn Trống Mái, đền Độc Cước, đền Cô Tiên và đền Tô Hiến Thành được công nhận là di tích cấp quốc gia. Đến năm 2019, Thủ tướng Chính phủ Việt Nam xếp hạng di tích quốc gia đặc biệt đối với Di tích lịch sử và danh lam thắng cảnh Sầm Sơn.

### Nhà thờ Sầm Sơn
Nhà thờ Sầm Sơn tọa lạc tại số 121 Nguyễn Du, nhà thờ Sầm Sơn không chỉ là nơi hành lễ của giáo dân, nơi cầu an của các ngư dân theo đạo mà còn là một di tích lịch sử quan trọng của thành phố Sầm Sơn. Nhà thờ được xây dựng vào năm 1920, theo kiến trúc Pháp giữa một không gian mở có khuôn viên rộng và nhiều cây xanh, mang đến cảm giác linh thiêng và lại rất thanh tịnh, yên bình.

### Các khu nghỉ dưỡng và vui chơi
- FLC Sầm Sơn Beach and Golf Resort: là khu nghỉ dưỡng và giải trí hàng đầu hiện nay tại Việt Nam. FLC Golf Resort là một điểm vui chơi nổi tiếng đối với những người đam mê bộ môn này. Đây là sân golf 18 lỗ được quản lý và thi công bởi đơn vị quản lý sân golf hàng đầu Hoa Kỳ. Ngoài ra, khu quần thể văn hóa và du lịch FLC Sầm Sơn luôn là nơi nghỉ dưỡng hàng đầu với đầy đủ các tiện nghi hiện đại và cao cấp nhất khu giải trí trong nhà và ngoài trời, bể bơi bốn mùa, khu biệt thự, khu khách sạn, spa, các nhà hàng sang trọng,...
- Vạn Chài Resort: Khu nghỉ dưỡng có diện tích lên đến 2 ha với kiến trúc độc đáo xen lẫn truyền thống và hiện đại. Hơn nữa khu resort này còn có không gian tự nhiên đẹp tuyệt vời nên rất thu hút khách du lịch. Nằm ngay trên bãi biển Sầm Sơn và cách thành phố chỉ 3 km nên Vạn Chài Resort rất thuận tiện cho du khách để vừa nghỉ dưỡng và vừa dễ dàng tham quan các địa điểm du lịch khác.
- Khu giải trí và cảm giác mạnh: nằm trên đường Nguyễn Du là trục đường chính của Sầm Sơn nên rất dễ tìm và thuận lợi cho du khách. Tại đây, du khách được thoải mái sử dụng những dịch vụ giải trí như cưỡi ngựa, tàu lượn, xe điện,... trong không gian tại bờ biển.

### Chợ
- Chợ đêm Sầm Sơn: Chợ đêm là địa điểm du lịch Sầm Sơn Thanh Hóa mới đi vào hoạt động được 2 năm nhưng rất thu hút khách du lịch. Khu chợ đêm có tổng diện tích khoảng 7600 m2 với hơn 200 gian hàng và 2 khu vui chơi giải trí cũng là điểm đến lý tưởng cho những du khách muốn vui chơi, tham quan và mua quà Sầm Sơn.
- Chợ Vồ: Chợ Vồ là một khu chợ độc đáo ở biển Sầm Sơn. Nếu đã đến Sầm Sơn, bạn cũng nên cố gắng dậy sớm để ra chợ này một lần. Không chỉ để mua đồ mà còn để hiểu và cảm nhận về cuộc sống của con người nơi đây.  Điều đặc biệt là bạn sẽ được tận mắt chứng kiến cảnh những người dân chài kéo lưới trên bãi biển rộng thênh thang. Sau đó là cảnh khu chợ nhanh chóng được hình thành với hàng hóa là chính những loại hải sản tươi ngon vừa được kéo lên đó. Một khung cảnh rất đời thường, rất dân dã nhưng cũng rất khác, rất đặc trưng mà không phải ở đâu cũng có.
- Chợ Cột Đỏ: Chợ Cột Đỏ là trung tâm mua sắm lớn của khu du lịch Sầm Sơn. Với quy mô hơn 7000 m2, chợ cung cấp rất nhiều các loại mặt hàng nhưng chủ yếu vẫn là các loại thủy hải sản tươi ngon. Bạn cũng có thể tìm mua tất cả các loại đặc sản của xứ Thanh về để làm quà sau chuyến du lịch của mình. Chợ Cột Đỏ nằm trên đường Lê Lợi, phường Trường Sơn, thành phố Sầm Sơn, một vị trí đẹp và thuận lợi ngay giữa trung tâm và gần bãi biển nơi du khách lưu trú.

## Hình ảnh

Bãi biển Sầm Sơn
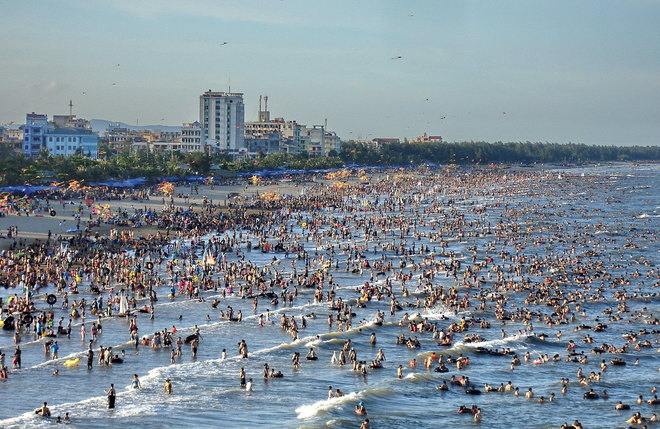
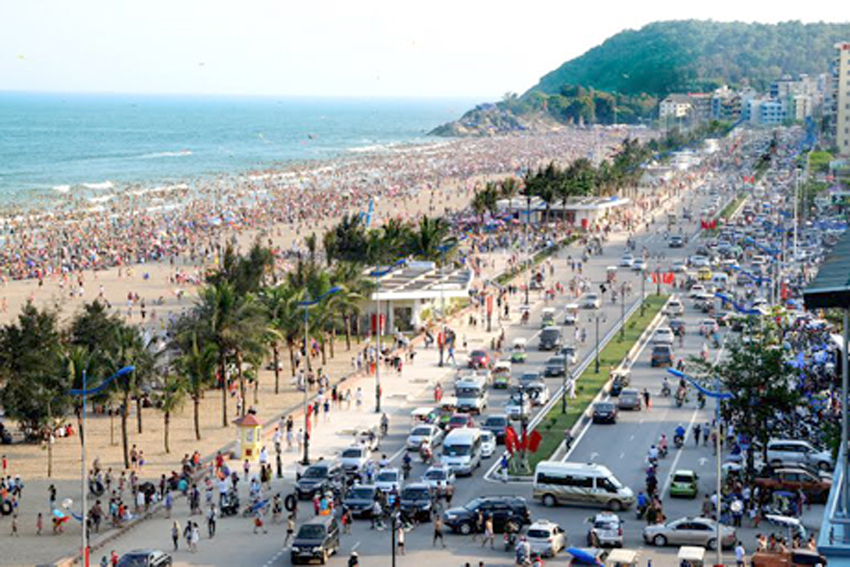
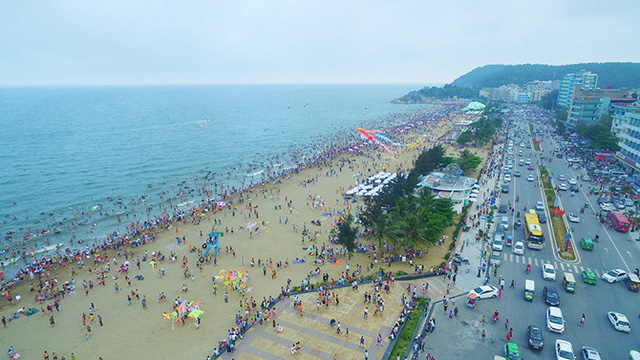
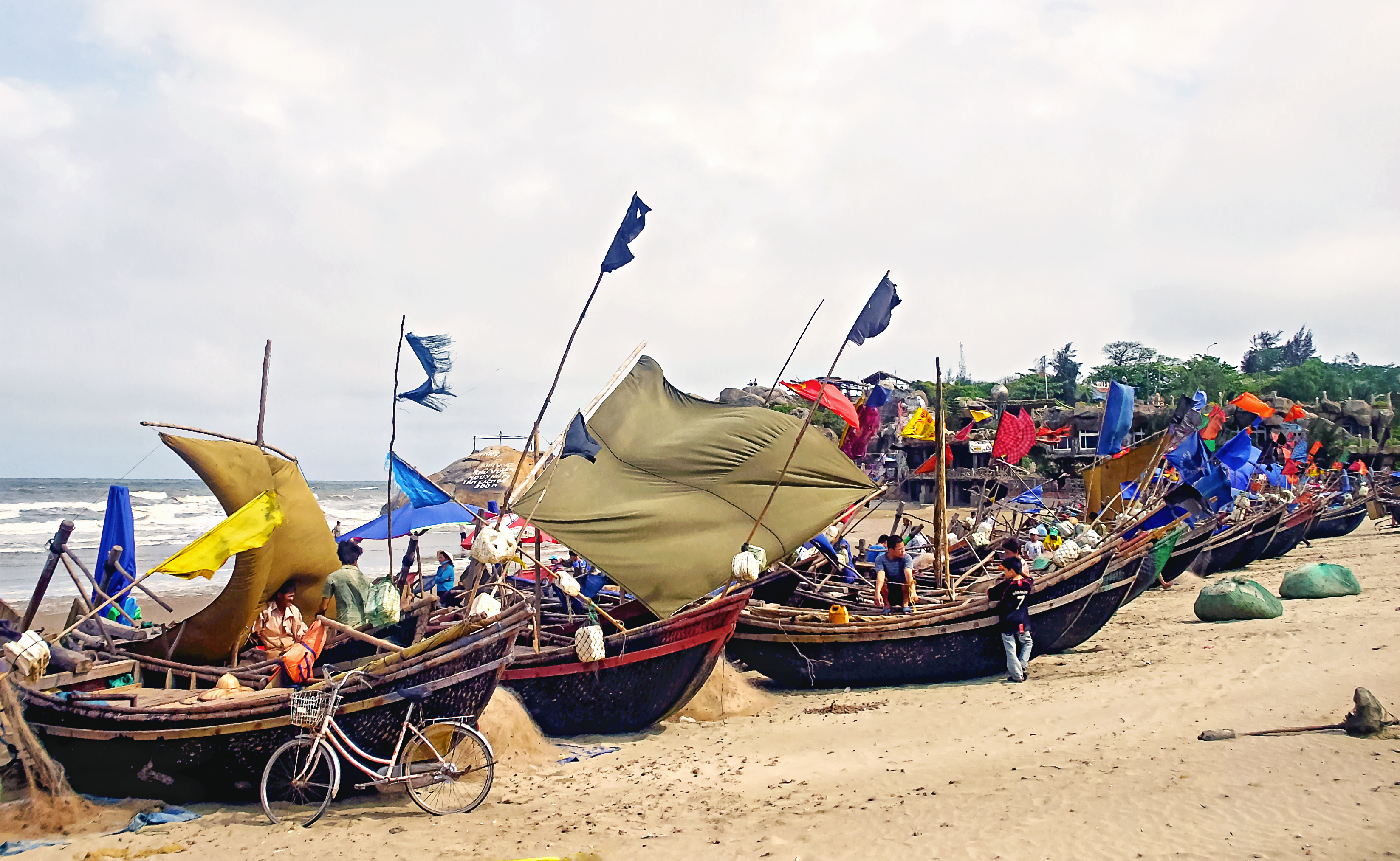
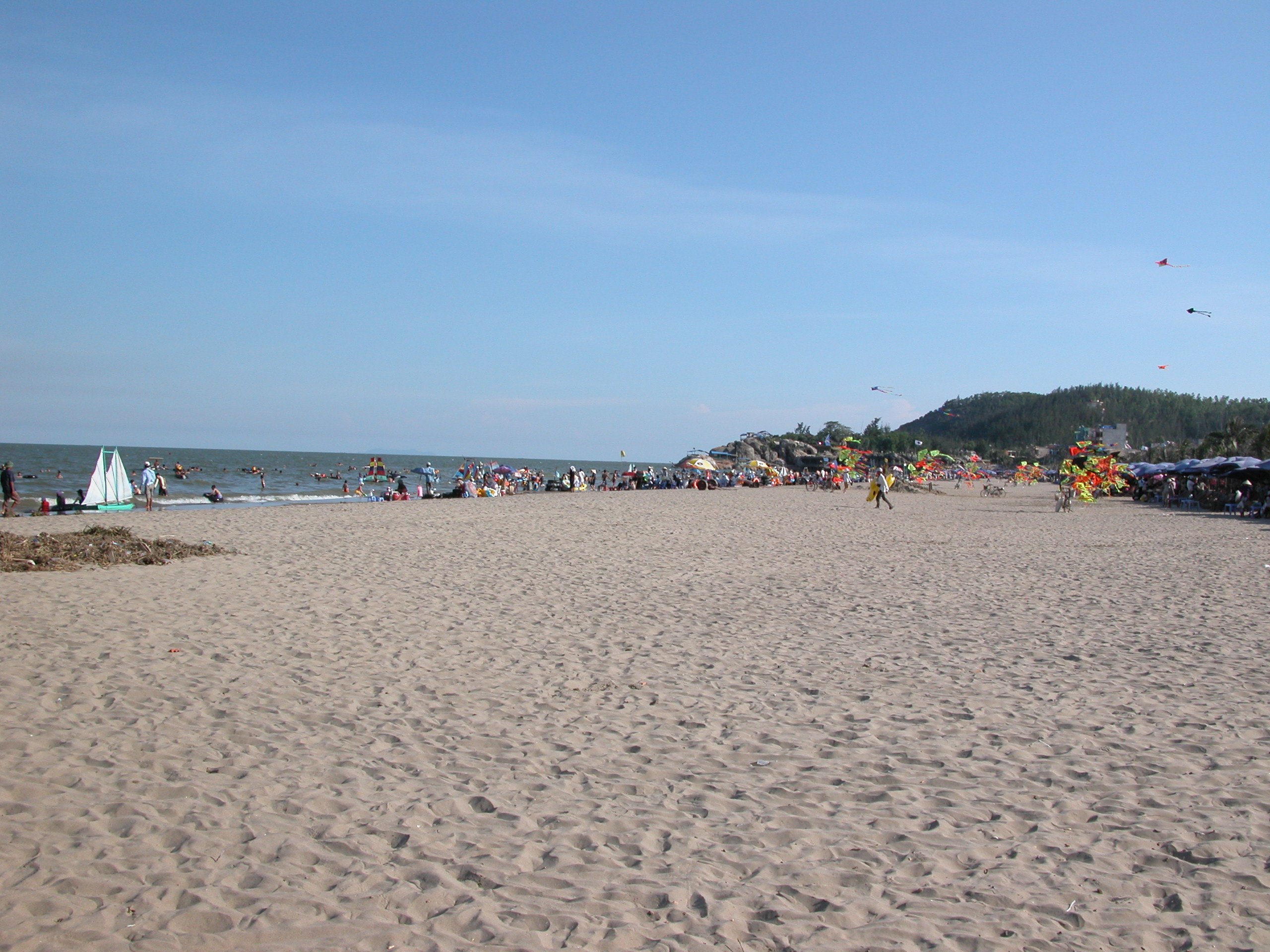
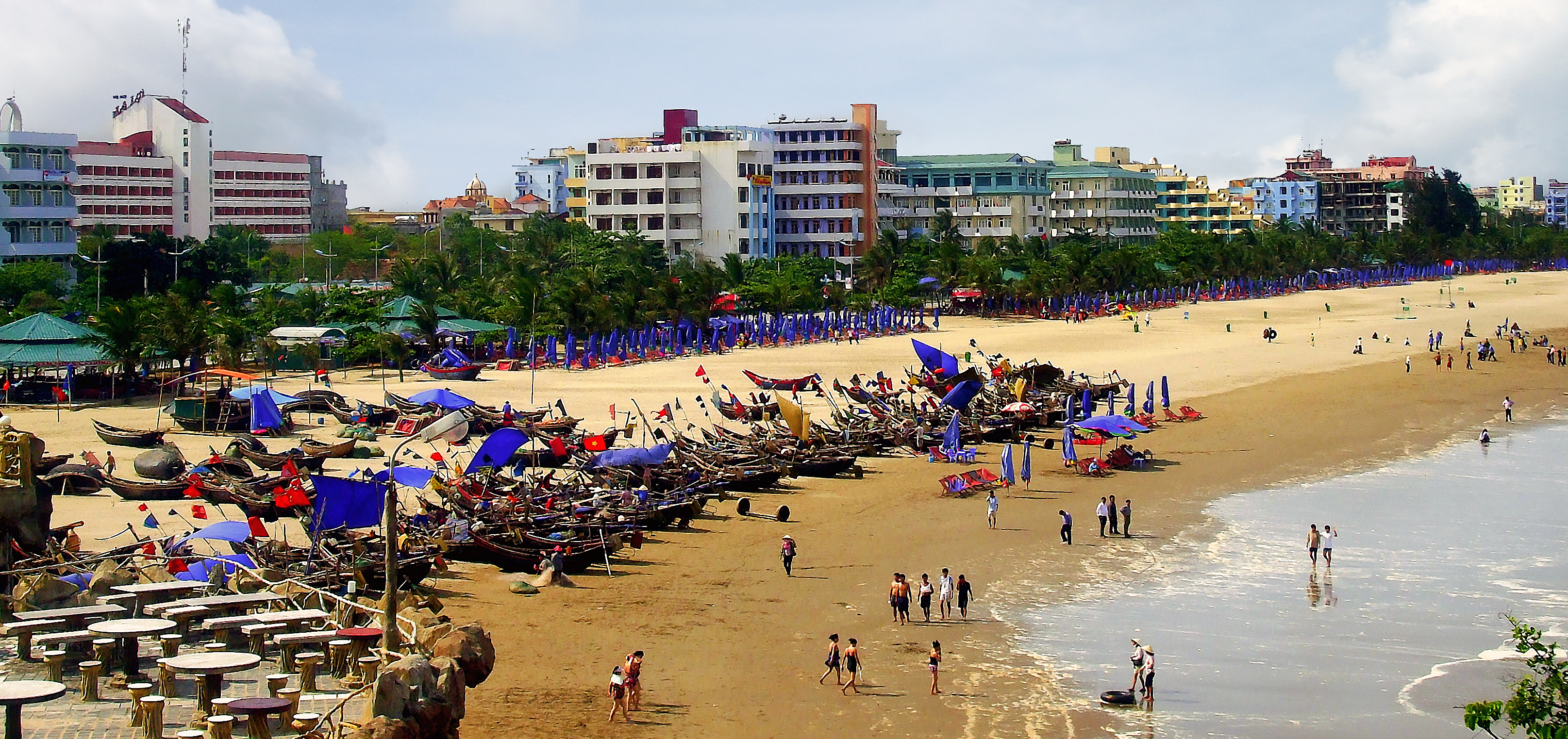
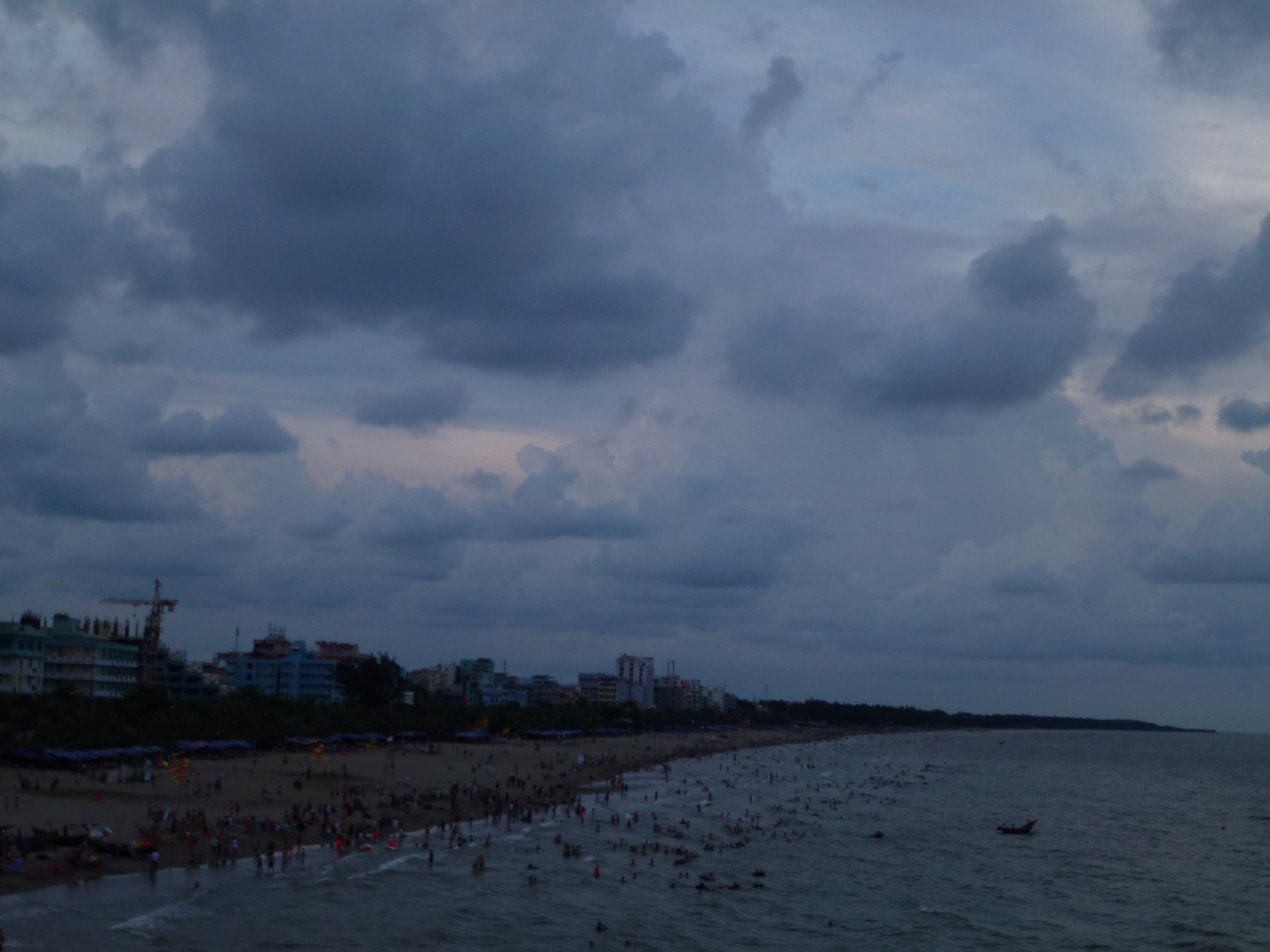

Bãi biển Sầm Sơn năm 1905
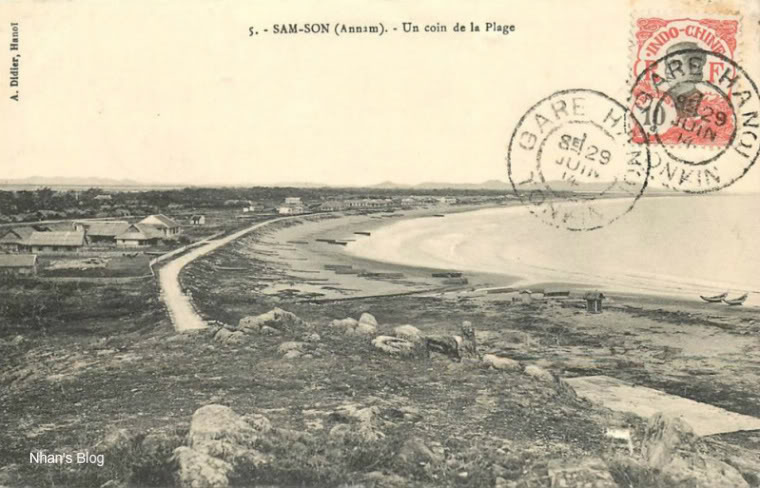
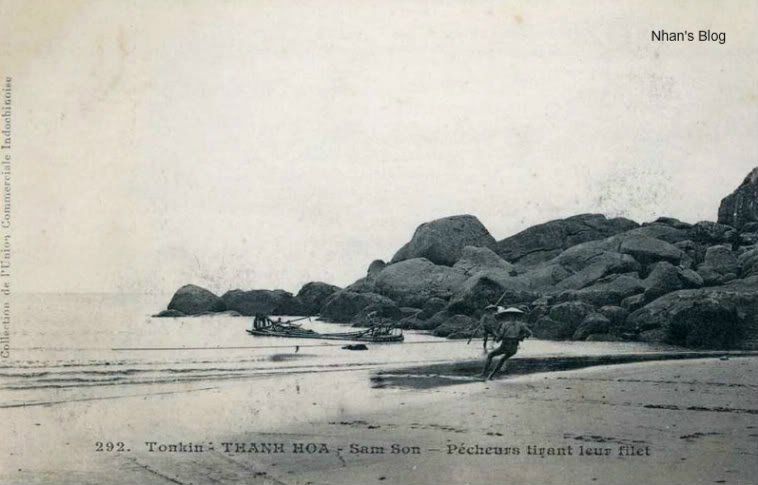
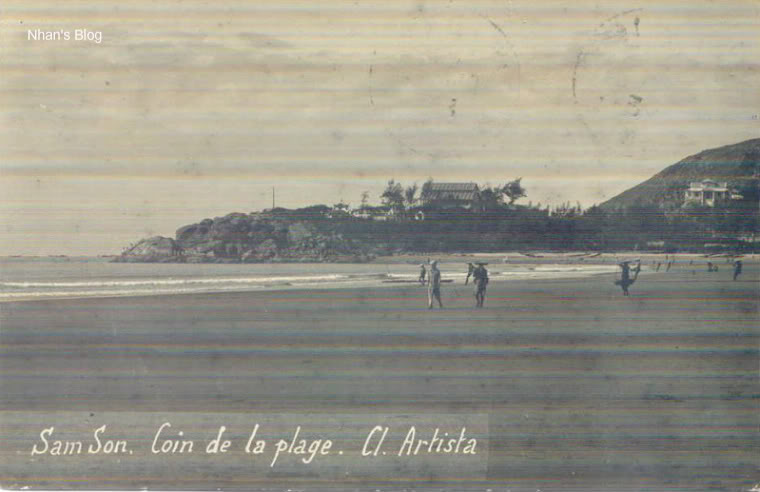